# Eliana Stábile
Eliana Noemí Stábile (* 26. November 1993 in Merlo, Buenos Aires) ist eine argentinische Fußballspielerin.

## Karriere

### Klub
Von 2007 bis 2013 war sie bei River Plate aktiv, danach wechselte sie zu Boca Juniors und spielte hier noch einmal bis 2018. Im selben Jahr wechselte sie auch kurzzeitig nach Kolumbien, um mit Atlético Huila an der Copa Libertadores teilzunehmen. Danach kehrte sie wieder zu Boca Juniors zurück und war hier nochmal bis zum Ende des Jahres 2021 aktiv. Seit Februar 2022 ist sie in Brasilien Teil der Mannschaft des FC Santos.

### Nationalmannschaft
Bei der argentinischen A-Nationalmannschaft hatte sie ihr Debüt im Jahr 2018, wo sie auch gleich Teil des Kaders bei der Copa América 2018 wurde. Hier kam sie in sechs Partien zum Einsatz und landete am Ende mit ihrer Mannschaft in der Finalrunde auf dem dritten Platz. Dadurch musste die Mannschaft ins internationale Playoff, wo es im Hin- und Rückspiel gegen Panama um einen Startplatz bei der Weltmeisterschaft 2019 ging. Im Hinspiel erzielte sie zwei der Tore beim 4:0-Sieg, was dann am Ende ausreichte, um sich nach einem 1:1 im Rückspiel für den Wettbewerb zu qualifizieren. Hier stand sie im Kader des Teams und kam in allen drei Gruppenspielen der Mannschaft zum Einsatz. Am Ende schied sie mit ihren Mitspielerinnen aber nach der Gruppenphase aus.
Nach ein paar Einsätzen bei Einladungsturnieren war ihr nächstes großes Turnier die Copa Copa América 2022, wo sie in allen Spielen der Mannschaft zum Einsatz kam und in der Gruppenphase zudem noch zwei Tore erzielte. Am Ende erreichte ihre Mannschaft den dritten Platz und damit einen direkten Startplatz bei der Weltmeisterschaft 2023. 

## Erfolge
- Copa Libertadores: 2018

## Sonstiges
Sie ist nicht mit Guillermo Stábile verwandt.